# Melittommopsis abdominale
Melittommopsis abdominale är en skalbaggsart som först beskrevs av Maurice Pic 1936.  Melittommopsis abdominale ingår i släktet Melittommopsis och familjen varvsflugor. Inga underarter finns listade i Catalogue of Life.